# 梵香寺 (西城區)

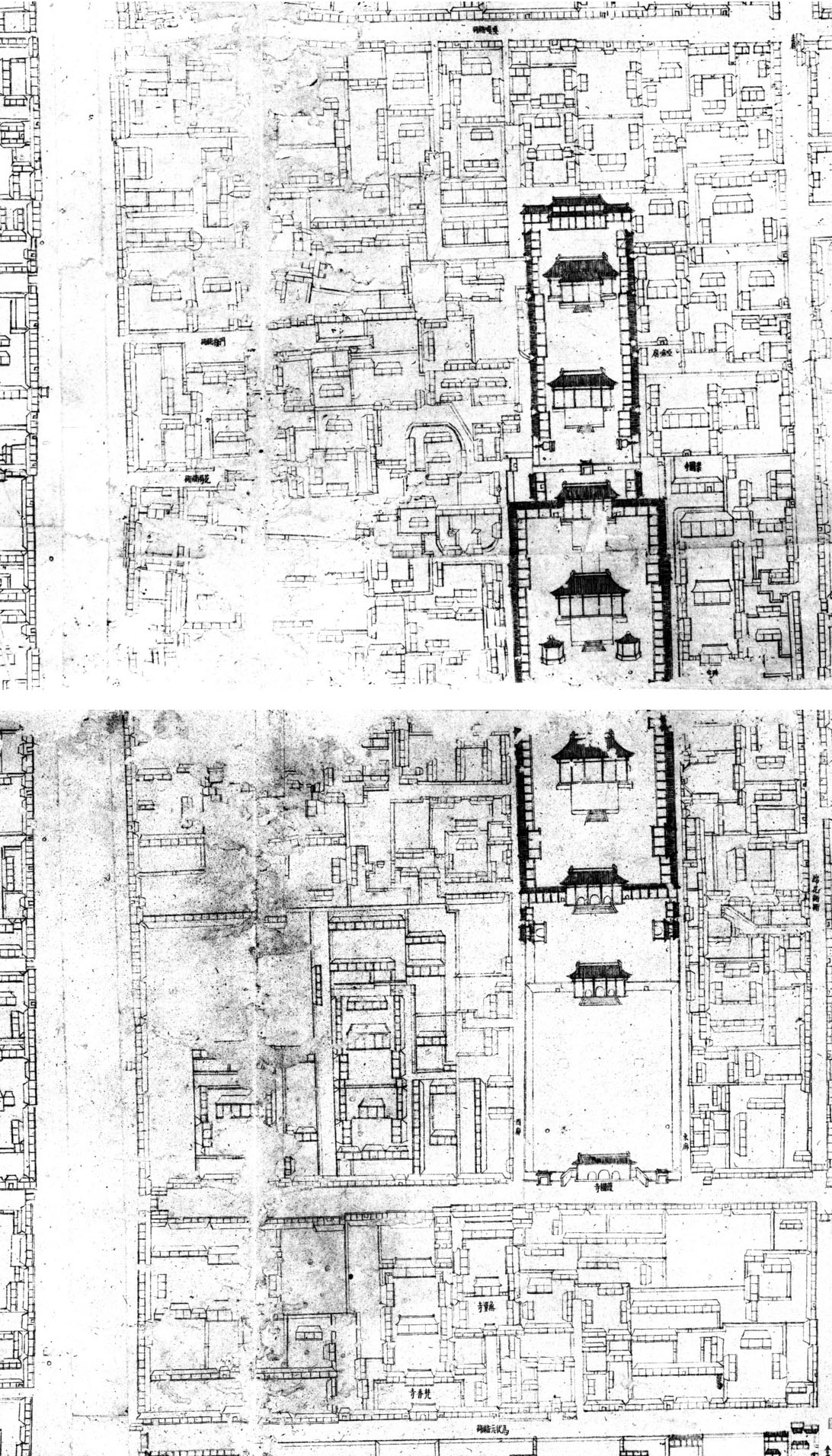
《乾隆京城全图》中的护国寺。护国寺西南方向的“马状元胡同”中可见梵香寺，护国寺东侧为五门庙，均为藏传佛教寺院

梵香寺是位于中国北京市西城区群力胡同（原“马状元胡同”）路北的一座藏传佛教寺院。现已无存。

## 历史
梵香寺位于西城区群力胡同。该胡同原名“马状元胡同”，梵香寺即位于胡同内北侧。《乾隆京城全图》中便有该寺。
根据清朝档案，该寺是阿旺班珠尔胡土克图修盖，康熙五十五年（1716年）恭进，康熙帝即赏给钱粮，著喇嘛居住焚修。雍正年间，御赐寺名“梵香寺”。乾隆四十五年（1780年）粘修：
初四日奴才英廉、和珅、刘浩谨奏，为奏闻估需工料银两事。本年三月内准理藩院咨称，本院奏称，前据章嘉胡土克图报称，梵香寺年久倾圮，请咨行内务府修理，经内务府咨覆，此寺非官修之庙，亦并未经粘修等因，驳回。续据章嘉胡土克图呈称，此寺系前辈阿旺巴尔珠尔胡土克图修盖，于康熙五十五年间恭进圣祖仁皇帝，赏给四十五分钱粮，即著喇嘛居住，世宗宪皇帝又赐梵香寺庙名。此寺喇嘛与各庙喇嘛一同当差，若不粘修，将来倾圮，必至废弃，具情请修等因，应照所请即行粘修等因，奏，奉旨：交工程处略加粘修，钦此。钦遵。移咨前来。奴才等随率员前往详细勘估，得梵香寺一座，自山门至后殿计四层，共殿宇僧房一百二间，内山门三间，前殿三间，此二座共六间，柁枋拔榫头停渗漏，今拟大木拨正归陇，榫窌拆□□瓦头停，添换糟朽檐脑椽二成、飞檐椽三成、望板七成，挑换残损阶条踏跺石料，拆砌歪闪台帮墀头檐墙，挑墁破坏地面砖。又大殿三间，后殿三间，此二座共六间，头停渗漏，今拟拆□□瓦头停，添换糟朽檐脑椽二成、飞檐椽三成、望板七成，挑换残损阶条踏跺石料，拆砌歪闪墀头台帮□□，勾抿山檐墙，挑换破坏地面砖。又前后配殿四座十二间，围房八座三十二间，共十二座，计四十四间，头停渗漏，今拟夹陇，拆砌闪裂台帮□□，勾抹山檐墙，换墁前廊破坏地面砖。又僧房十二座，共四十六间，头停渗漏，今拟夹陇。以上粘修殿宇僧房共二十八座，计一百二间，并换安大殿前糟朽吗呢杆二根，站台二座。再查此寺油画活计，除僧房仍因其旧，毋庸修做外，所有殿座围房五十六间，外檐油画照旧式见新，唯山门正殿内里下架朱油黑暗者，磨洗光油上架画活并配殿内里油画一概不动，除所需官厂木植值银一百九十八两三钱二分，例由库领出照数交纳圆明园银库归款，并颜料架木桅木照例向各该处行取应用外，按例估需工料银九百五十九两一钱四分一厘，理合奏明，请向广储司银库支领，派员今冬备料、明春妥固修整，统俟工竣，另行详查，据实核销，为此谨奏，等因，缮片，交于奏事员外郎永转奏。奉旨：知道了，钦此。
阿旺班珠尔在清宫档案中又译作“阿旺巴尔珠尔”、“阿旺班珠”，汉译藏文文献中多译为“阿旺班觉”。阿旺班珠尔呼图克图可能是青海广惠寺的活佛，该活佛系统驻北京的时间很长，至少自康熙年间便已开始。兴建梵香寺的此辈阿旺班珠尔呼图克图修建并住持梵香寺，参加宫廷念经，出任热河寺庙达喇嘛一职，还在康熙五十四年（1715年）参加了《康熙御制汉历大全藏文译本》的汉文译为藏文的工作。乾隆时期，该活佛系统至少有两世曾在北京担任扎萨克喇嘛，此外还担任过达喇嘛、副掌印扎萨克达喇嘛、雍和宫住持等职务。乾隆三十一年（1766年），当时的阿旺班珠尔呼图克图奉旨入西藏，向班禅颁赐封册。乾隆年间，阿旺班珠尔呼图克图还曾经协助章嘉呼图克图主持编纂《满文大藏经》，参与认看宫中唐卡及佛像，并在乾隆四十五年（1780年）六世班禅到北京期间，赴多伦诺尔迎接六世班禅。
清朝该寺是理藩院直属的喇嘛庙之一。该寺直到1940年代仍然是喇嘛庙，在进行佛事活动。该寺于1970年代末被拆除。